# Charles de La Porte
Charles de La Porte (París, 1602 - Paris, 8 de febrer de 1664), marquès de La Meilleraye, fou un noble i militar francès.
Cosí del Cardenal Richelieu, es va casar amb Marie Coeffier d'Effiat, amb qui va tenir un fill, Armand-Charles de La Porte (1632-1713). Fou superintendent de finances de França del 1648 al 1649.
Militar expert en setges, va rebre el sobrenom de capturador de ciutats, prenent Port-Louis el 1636 i Hesdin el 1639, sent nomenat mariscal. Durant la Guerra dels Segadors va dirigir el Setge de Perpinyà i el Setge de Salses, completant la conquesta francesa del Rosselló. Durant la Guerra de la Fronda fou fidel al rei Lluís XIV de França.